# Koen Demuynck
Pour les articles homonymes, voir Demuynck.
Koen Demuynck (né le 20 avril 1981 à Bruges) est un coureur cycliste belge, membre de l'équipe Decock-Van Eyck-Van Mosel Devos-Capoen.

## Palmarès et résultats

### Palmarès par année
- 2012
  - 2e, 5e et 7e étapes du Tour du Faso
- 2013
  - 5e, 8e et 10e étapes du Tour de Madagascar
- 2014
  - 1re étape du Tour de la République démocratique du Congo
- 2015
  - 3e et 4e étapes du Tour de Côte d'Ivoire
- 2019
  - 2e du Grand Prix Etienne De Wilde
- 2023
  - Dwars door Wingene[1],[2]

### Classements mondiaux
| Année           | 2013 | 2014 | 2015 |
| --------------- | ---- | ---- | ---- |
| UCI Africa Tour | 67e  |      | 113e |